# Мауріціо Ганц
Мауріціо Ганц (італ. Maurizio Ganz; 13 жовтня 1968, Тольмеццо) — італійський футболіст і футбольний тренер. Головний тренер жіночого клубу «Мілан». Виступав на позиції нападника. Став найкращим бомбардиром Кубка УЄФА у сезоні 1996/97. Батько футболіста Сімоне Ганца.

## Клубна кар'єра
Професійну кар'єру Ганц розпочав у 1985 році в «Сампдорії», потім виступав у різних клубах Серії A та Серії B. Пік кар'єри Ганца припав на кінець 90-х років, коли він виступав за грандів італійського футболу «Інтернаціонале» та «Мілан». В «Інтері» Ганц провів два сезони та був одним із лідерів команди, в 1997 році він перейшов у найсильніший італійський клуб тих років «Мілан», але успішно провівши у ньому перший сезон, надалі він не витримав конкуренції у зірковій передній лінії «Мілана», за який тоді виступали Олівер Бірхофф, Джордж Веа, Андрій Шевченко, Леонардо та Звонімір Бобан. Після Мілана Ганц змінив ще низку клубів, погравши й за кордоном, але на свій колишній рівень він більше не повернувся. Закінчив професійну кар'єру Ганц у 2007 році.

## Кар'єра тренера
25 червня 2019 року призначений головним тренером жіночої команди «Мілана». Контракт підписано до 30 червня 2021.

## Виступи за збірні
1993 року Ганц двічі викликався до національної збірної Італії, але так і не провів за неї жодного матчу. Після закінчення професійної кар'єри виступав за збірну Паданія на двох VIVA World Cup, і обидва рази ставав чемпіоном.

## Титули і досягнення
Командні
«Мілан»
- Чемпіон Італії (1): 1998/99

Особисті
- Найкращий бомбардир Кубка УЄФА: 1996/97 (8 голів)
- Найкращий бомбардир Серії B: 1991/92 (19 голів)